# Brestovets
Brestovets (bulgariska: Брестовец) är ett distrikt i Bulgarien.   Det ligger i kommunen Obsjtina Pleven och regionen Pleven, i den centrala delen av landet, 130 km nordost om huvudstaden Sofia.
Trakten runt Brestovets består till största delen av jordbruksmark. Runt Brestovets är det ganska tätbefolkat, med 179 invånare per kvadratkilometer.